# Sigisfredo Mair
Sigisfredo Mair (n. 18 aprilie 1939, Dobbiaco, Venezia Tridentina⁠(d), Italia – d. 15 mai 1977, Dobbiaco, Trentino-Tirolul de Sud, Italia) a fost un sănier ce a reprezentat Italia, medaliat olimpic. A participat la 2 ediții ale Jocurilor Olimpice (1964, 1972) în care a câștigat o medalie de bronz.